# Ansonia (Connecticut)
Ansonia – miasto w Stanach Zjednoczonych, w stanie Connecticut, w hrabstwie New Haven.